# Liste de romans sur l'Égypte antique classés par auteur
Cet article contient une liste de romans sur l'Égypte antique classés par auteur.
- Haut – A
- B
- C
- D
- E
- F
- G
- H
- I
- J
- K
- L
- M
- N
- O
- P
- Q
- R
- S
- T
- U
- V
- W
- X
- Y
- Z

## Alain Absire
- La Déclaration d'amour (roman), Fayard, 2003

## Sylvie Barbaroux
- Pour l'amour d'Osiris (roman)
- Horus. La Proie de l'or (roman)
- Le Secret du Fayoum (roman)

## Serge Brussolo
- Le Labyrinthe de Pharaon (thriller), LGF - Livre de Poche
- Les Prisonnières de Pharaon (thriller), LGF - Livre de Poche

## Danièle Calvo Platero
- Le Pharaon maudit (roman historique), Éditions du Rocher
- Le Pharaon des Sables (roman historique), Éditions du Rocher
- La Momie secrète du pharaon (roman historique), Éditions du Rocher, 1994
- Le Fils d'Horus (roman historique), Éditions du Rocher, 1996, (Prix du quartier Latin 1996)
- La Pyramide interdite (roman historique), Éditions du Rocher, 1999
- Bonaparte et la Malédiction des pharaons (roman historique), Éditions du Rocher

## Howard Carter
- La fabuleuse découverte de la tombe de Toutânkhamon [détail des éditions]

## Cédric Chaillol
- Sennefer - Les Larmes de Kémi (tome 1), Éditions du Matagot

## Christian Chaix
- Nitocris, reine d'Égypte, 2 vol., Éd. Folio

## Andrée Chedid
- Néfertiti et le Rêve d'Akhénaton (roman historique), GF n° 516/5.

## Agatha Christie
- La mort n'est pas une fin (roman policier), coll. « Le club des masques » n° 90

## Robin Cook
- Sphinx (roman policier), 1979, édition française : Le Livre de Poche coll. « Thrillers » n° 7582/7, 1992

## Alain Darne
- Akhénaton l'hérétique (roman), Le Livre de Poche, n° 15009

## Jacqueline Dauxois
- Néfertiti (roman), J'ai lu, n° 5906

## Samuel Delage
- Cabale Pyramidion (roman policier), Éditions Albin Michel

## Vivant Denon&Abdel Rahman El-Gabarti
- Sur l'expédition de Bonaparte en Égypte (roman contemporain), Babel, n° 308

## Christiane Desroches Noblecourt
- Ramsès II, la véritable histoire [détail des éditions]

## Paul Doherty
- Sous le masque de Rê (roman policier), 10/18 coll. « Grands Détectives », n°3894
- Meurtres au nom d'Horus (roman policier), 10/18 coll. « Grands Détectives », n°3992
- La Malédiction d'Anubis (roman policier), 10/18 coll. « Grands Détectives », n°4105
- Les Meurtriers de Seth (roman policier), 10/18 coll. « Grands Détectives », n°4146

## Olivier Engel
- Men-Néfert (roman), OnLine

## Serge Ferand
- Les Chemins de Pharaon (roman), Éditions du Rocher, 1999
- Le Tombeau de Tanis (roman), Éditions Sekhmet, 2005

## Florence Ferrari
- Hatshepsout, Pharaonne de l'éternité (roman), Éditions Corlet

## Irène Frain
- L'Inimitable (roman), Le Livre de Poche, n° 14668/14

## Anatole France
- Thaïs (roman), Ferroud, 1904

## Théophile Gautier
- La Morte amoureuse - Avatar et autres récits fantastiques (roman), Folio classique, n° 1316/4
- Le Roman de la momie (roman), Maxi-Poche, Classique Français
- Le roman de la momie (roman), Le Livre de Poche, n° 6099/6
- Le roman de la momie (roman), Folio classique, n° 1718/3
- Le roman de la momie (roman), Librio, n° 81
- Le roman de la momie et autres récits antiques (roman), Presses Pocket, n° 6049/6
- Morte amoureuse et autres nouvelles fantastiques (roman), Librio, n° 263
- Une nuit de Cléopâtre (roman), Ferroud, 1894

## Pauline Gedge
- La Vengeance du scorpion (roman), Le Livre de Poche, n° 14426/9
- Le Scorpion du Nil (roman), Le Livre de Poche, n° 13948/12
- Le Tombeau de Saqqarah (roman), Le Livre de Poche, n° 9584/9
- Seigneurs des Deux Terres (trois volumes) :
  - La Route d'Horus (roman), Le Livre de Poche, n° 15075/11
  - Les Chevaux du fleuve (roman), Le Livre de Poche, n° 14773
  - L'Oasis (roman), Le Livre de Poche, n° 15002/10
- La Dame du Nil (roman historique), J'ai lu, n° 2590/6
- Les Enfants du Soleil (roman historique), Le Livre de Poche, n° 13757/9 ; réed. J'ai lu, n° 2182/5

## Margaret George
- Les Mémoires de Cléopâtre (trois volumes) :
  - La Fille d'Isis (roman), Le Livre de Poche, n° 14952
  - La Morsure du serpent (roman), Le Livre de Poche
  - Sous le signe d'Aphrodite (roman), Le Livre de Poche, no 15004

## Anton Gill
- La Cité de la mer (roman policier), 10/18 coll. « Grands Détectives », n° 3046/5
- La Cité de l'horizon (roman policier), 10/18 coll. « Grands Détectives », n° 2568/5
- La Cité des mensonges (roman policier) 10/18,coll. « Grands Détectives », n° 2786/4
- La Cité des morts (roman policier) 10/18, coll. « Grands Détectives », n° 2730/5
- La Cité des rêves (roman policier) 10/18, coll. « Grands Détectives », n° 2663/5
- La Cité du désir (roman policier) 10/18, coll. « Grands Détectives », n° 2977/6

## Jocelyne Godard
- Les Thébaines (onze volumes) :
- La Couronne insolente (roman), Le Livre de Poche, n° 14886/10
  - De roche et d'argile (roman), Le Livre de Poche, n° 14909
  - Vents et Parfums (roman), Le Livre de Poche, n° 14956/9
  - L'Ombre du prince (roman), Le Livre de Poche, n° 15180
  - La Seconde Épouse (roman), Le Livre de Poche, n° 15271
  - Les Dieux indélicats (roman)
  - Le Chant de la terre (roman), Le Livre de Poche, n° 15515
  - La Vallée des artisans (roman)
  - À l'est le port (roman)
  - L'Impossible Soleil (roman)
  - L'Héritage des thébaines (roman)

## Georges Goyon
- Le Secret des bâtisseurs des grandes pyramides. La Fabuleuse Histoire de Khéops (roman), J'ai lu, n° 5226/K. Édition illustrée

## Gérard Hamelin
- Les Géants du Nil
  - Les Géants du Nil. La marche d'Hatsouti (roman historique), éditions Terricïae, 2007
  - Les Géants du Nil. La révolte d'Irem (roman historique), éditions Terricïae, 2008

## Lauren Haney
- La Main droite d'Amon (roman policier), 10/18, coll. « Grands Détectives », no 3386.
- Le Visage de Maât (roman policier), 10/18, coll. « Grands Détectives », no 3387.
- Le Ventre d'Apophis (roman policier), 10/18, coll. « Grands Détectives », n° 3450
- Sous l'œil d'Horus (roman policier), 10/18, coll. « Grands Détectives », n°3557
- Le Souffle de Seth (roman policier), 10/18, coll. « Grands Détectives », n°3687
- Le Sang de Thot (roman policier), 10/18, coll. « Grands Détectives », n°3800
- L'Ombre d'Hathor (roman policier), 10/18, coll. « Grands Détectives », n°3929

## Tom Holland
- La Malédiction des Pharaons (roman contemporain), Pocket, coll. « Terreur », no 9255

## Christian Jacq
- Barrage sur le Nil (roman contemporain), Pocket, n° 4451/6
- La Pierre de lumière (quatre volumes) :
  - La Femme sage (roman), Pocket, n°10955/8
  - La Place de vérité (roman)
  - Néfer le silencieux (roman), Pocket, n°10954/8
  - Paneb l'ardent (roman), Pocket, n°10956/8
- La Reine Soleil (roman historique), Pocket, n° 3432/6
- Le Juge d'Égypte (trois volumes) :
  - La Justice du vizir (roman), Pocket, n° 4371/6
  - La Loi du désert (roman), Pocket, n° 4279/6
  - La Pyramide assassinée (roman), Pocket, n° 4189/6
- Le Pharaon noir (roman), Pocket, n° 10475/6
- Maître Hiram et le Roi Salomon (roman), Pocket, n° 3451/5
- Pour l'amour de Philaë (roman), Pocket, n° 3752/6
- Ramsès (cinq volumes) :
  - La Bataille de Kadesh (roman), Pocket, n° 10106/6
  - La Dame d'Abou Simbel (roman), Pocket, n° 10107
  - Le Fils de la lumière (roman), Pocket, n° 10104/6
  - Le Temple des millions d'années (roman), Pocket, n° 10105/6
  - Sous l'acacia d'Occident (roman), Pocket, n° 10108
- Champollion l'Égyptien (roman biographie), Pocket, n° 2850/
- L'Affaire Toutankhamon (roman biographie), Pocket, n° 4609/7
- Les Mystères d'Osiris (quatre volumes) :
  - L'Arbre de vie (roman), Xo,  (ISBN 284563112X)
  - La Conspiration du mal (roman), Xo
  - Le Chemin de feu (roman), Xo
  - Le Grand Secret (roman), Xo
- Pouvoir et sagesse selon l'Égypte ancienne (Essai), Xo
- Sagesse égyptienne (Essai), Pocket
- La Vengeance des dieux (deux volumes) :
  - Chasse à l'homme (roman), Xo
  - La Divine Adoratrice (roman), Xo
- La Reine liberté (trois volumes) :
  - L'Empire des ténèbres (roman), Pocket, n°11668
  - La Guerre des couronnes (roman), Pocket, n°11669
  - L'Épée flamboyante (roman), Pocket, n°11670

## Marc Josserand
- L'Ombre d'Anubis (roman), Le Rocher, 1992

## Ismaïl Kadaré
- La Pyramide (roman), Le Livre de Poche, n° 13590/4

## William Klein
- L'Amant de Néfertiti (roman), 1998

## Viviane Koenig
- Fantômes d'Égypte (roman), Hachette Jeunesse, coll. « Le livre de poche junior », 2000
- Néfertiti Reine d'Égypte (roman) Hachette Jeunesse, coll. « Le livre de poche jeunesse », 2008
- Cléopâtre Reine d'Égypte (roman) Hachette Jeunesse, coll. « Le livre de poche jeunesse », 2009
- Nitocris, reine d'Égypte avec Éric Sala (Éditeur scientifique) (roman), Hatier, coll. « Classiques & Cie », 2009
- Minémès, explorateur pour Pharaon : Récit d'une expédition, an 8 du règne de Thoutmosis (roman), Gallimard Jeunesse, coll. « Mon Histoire », 2011
- Cléopâtre, l'Indomptable princesse (roman), Éditions Belin, coll. « Avant de devenir », 2013
- Les voleurs du Nil (roman), Scrineo, coll. « Jeunesse Ado », 2015

## Jean Lacouture
- Champollion, une vie de lumière (roman biographie), Le Livre de Poche, n° 6995/5

## Élisabeth Laffont
- Les Livres de sagesses des pharaons (roman), Folio histoire, n° 87

## Pierre Loti
- La Mort de Philæ [détail des éditions]

## Emmanuel et Pascal Louvet
- Du sang sur le Nil (roman policier), Éditions Charles Corlet

## Jean-François Macaigne
- Le Rituel-thot (roman policier ésotérique)

## Naguib Mahfouz
- Dérives sur le Nil (roman contemporain), Folio, n° 2311/2
- La Malédiction de Râ (roman), Le Livre de Poche, coll. « Biblio », n° 3343/LP9
- Akhénaton le Renégat (roman)

## Norman Mailer
- Nuits des temps (roman), 1983

## Gérald Messadié
- La Fortune d'Alexandrie (roman policier), Le Livre de Poche
- La Fortune d'Alexandrie (roman policier), JC Lattès 1996
- Orages sur le Nil (trois volumes) :
  - L'Œil de Néfertiti (roman historique), L'Archipel, 2004
  - Les Masques de Toutânkamon (roman historique), L'Archipel, 2004
  - Le Triomphe de Seth (roman historique), L'Archipel, 2004

## Pierre Montlaur
- Imhotep (roman contemporain), J'ai lu, 1986
- Ioseph : Le Juif du Nil (roman historique), Albin Michel, 1989
- Nitocris : La Dame de Memphis (roman historique), Albin Michel, 1985

## Elizabeth Peters
- La Déesse Hippopotame (roman policier), Le Livre de Poche, n° 14902
- La Malédiction des pharaons. (roman policier), Le Livre de Poche, n° 14479/9
- La Onzième Plaie d'Égypte (roman policier), Le Livre de Poche, n° 14708/10
- Le Maître d'Anubis (roman policier), Le Livre de Poche, n° 14808
- Le Mystère du sarcophage (roman policier), Le Livre de Poche, n° 14438/9
- Le Secret d'Amon-Râ (roman policier), Le Livre de Poche, n° 14539/
- L'Ombre de Sethos (roman policier)
- Un crocodile sur un banc de sable (roman policier), Le Livre de Poche, n° 14439/8
- L'Énigme de la momie blonde (roman policier), Le Livre de Poche, n° 18200
- Le Maître des démons (roman policier), Le Livre de Poche, n° 18231

## Michel Peyramaure
- Cléopâtre, reine du Nil (roman), Pocket, n° 10447/6

## Bolesław Prus
- Le Pharaon (roman), Atalante Bibl. évasion

## Guy Rachet
- Le Prêtre d'Amon (roman), Le Livre de Poche, n° 13957/9
- Le Roman des pyramides (cinq volumes) :
  - Khéops et la Pyramide du soleil (roman), Le Livre de Poche, n° 14526/9
  - Khéops, le rêve de pierre (roman), Le Livre de Poche, n° 14627/9
  - Khéphren et Didoufri : La Pyramide inachevée (roman), Le Livre de Poche, n° 14713
  - Khéphren et la Pyramide du Sphinx (roman), Le Livre de Poche, n° 14869/10
  - Mykérinos et la Pyramide divine (roman), Le Livre de Poche, n° 14955/9
- Les Vergers d'Osiris (Biographies d'époque en deux volumes) :
  - Les Vergers d'Osiris, O. Orban, 1981 et J'ai lu, n° 2819
  - Vers le bel Occident, O. Orban, 1981 et J'ai lu
- Néfertiti (roman), Le Livre de Poche, n° 14428/9
- Les Larmes d'Isis (trois volumes) :
  - Le Seigneur des serpents (roman), L'Archipel
  - Les Rois pasteurs (roman), L'Archipel
  - La Vengeance d'Horus (roman), L'Archipel

## Anne Rice
- La Momie (Fiction), Pocket, n° 9076/9

## Jean Robin
- Seth, le dieu maudit, Éditions Guy Trédaniel, 1986, 249 p.
- Thèbes, Temples et Dieux du Nil, Robert Laffont, 1986, 138 p.

## Lynda S. Robinson
- La Place d'Anubis (roman), coll. « Labyrinthes », no 38/L2
- L'Agent de Pharaon (roman), coll. « Labyrinthes », no 30/L3
- Le Retour d'Akhénaton (roman), coll. « Labyrinthes », no 50
- Le Prince des Hittites (roman), coll. « Labyrinthes », no 71
- L'Étrange Mort de Nefertiti (roman), coll. « Labyrinthes », no 101

## Jacques Sadoul
- La-belle-est-venu (Fiction), J'ai lu, n° 3232/4
- Néfertiti, reine du Nil (roman historique), J'ai lu, n° 2348/4

## Bernard Simonay
- La Première Pyramide (trois volumes) :
  - La Cité sacrée d'Imhotep (roman), Folio, n° 3194/13
  - La Jeunesse de Djoser (roman), Folio, n° 3193/13
  - La Lumière d'Horus (roman), Folio, n° 3370/13

## Wilbur Smith
- Le Dieu fleuve (Biographies d'époque), Pocket, n° 10014/9
- Le Septième Papyrus (roman contemporain), n° 10156/10
- Fils du Nil (roman d'époque), n° 12343
- La vengeance du Nil (roman d'époque), Pocket, n° 13965

## Paul Sussman
- L'Armée des sables (roman), Pocket

## Nicolas Svetine
- Athys ou le Sacrifice d'Amour (roman), Éditions Michel Jonasz, septembre 2008

## Philipp Vandenberg
- La Malédiction d'Imhotep (roman contemporain), Le Livre de Poche, n° 14967/13

## Violaine Vanoyeke
- L'Égypte ancienne, (collectif), Tallandier, 1998, histoire
- Le Secret du pharaon (série), l’Archipel, romans :
  - Le Secret du pharaon (roman), Le  Grand Livre du Mois, 1996 ; Succès du Livre, 1997 ; Éditions du Chardon bleu, 1997 ; Pocket, 1999. Traduit en espagnol, portugais, catalan, tchèque, slovaque, anglais, allemand, hongrois, etc.
  - Une mystérieuse égyptienne (roman), 1997 ; Pocket, 1999 ; Succès du Livre, 1998, Le Grand Livre du Mois, 1999. Traduit en espagnol, catalan, portugais, tchèque, slovaque, hongrois, anglais, etc. ; nouvelle édition aux Éditions du Masque, 2007.
  - Le trésor de la reine-cobra (roman), Pocket, 1999 ; Éditions du Chardon bleu,1999 ; Succès du Livre, 1999 ; Le Grand Livre du Mois, 1999. Traduit en espagnol, catalan, portugais, slovaque, hongrois, tchèque, etc. ; nouvelle édition aux Éditions du Masque, 2008.
- Les Histoires d'amour des pharaons (série) , Michel Lafon : 
  - Les Histoires d'amour des pharaons, tome I : Néfertiti et Akhenaton ; Tii et Ramsès III ; Néfertary et Ramsès II ; Cléopâtre et César ; Cléopâtre et Antoine, 1997, Le Livre de Poche, 1999 ; Le Grand Livre du Mois, 1997 ; Succès du Livre, 1999. Traduit en espagnol, italien  turc, portugais, hongrois, tchèque, etc.
  -  Les Histoires d'amour des pharaons, tome II : Ahmosis et Ahmès-Néfertari ; Tiâa et Aménophis II ; Toutankhaton et Ankhesepaton ; Sethi II et Taousert, 1999 ; Le Livre de Poche, 2000 ; Le Grand Livre du Mois, 1999 ; Succès du Livre, 2000. Traduit en espagnol, hongrois, tchèque, turc, etc.
- Les dynasties pharaoniques (série), Tallandier :
  - Les Ptolémées, derniers pharaons d'Égypte (histoire), Tallandier, 1998. Traduit en espagnol, portugais, etc.
- Les Pharaons du Soleil(saga), Michel Lafon :
  - La Pharaonne Hatchepsout (trilogie), Michel Lafon, romans :
    - La Princesse de Thèbes, 1998 ; nouvelle édition, 1999 ; Le Livre de Poche, 2000 ; Succès du Livre, 2001. Publié avec le livret : Apprenez les hiéroglyphes avec Hatchepsout. Traduit en portugais, tchèque, espagnol, hongrois, turc, etc.
    - Le Pschent royal, 1998 ; nouvelle édition, 1999 ; Le Livre de Poche, 2001 ; Succès du Livre, 2002. Traduit en portugais, espagnol, tchèque, hongrois, turc, etc.
    - Le Voyage d'éternité, 1999 ; Le Livre de Poche, 2000 ; Succès du Livre, 2002. Traduit en portugais, tchèque, espagnol, hongrois, turc, etc.
    - La pharaonne Hatchepsout , sous coffret (œuvre intégrale), 2002

  - Thoutmosis (trilogie), Michel Lafon, romans :
    - Le Rival d'Hatchepsout, 2000 ; Le Grand  Livre du Mois, 2001 ; Le Livre de Poche, 2002 ; Succès du Livre. Traduit en tchèque, hongrois, etc.
    - L'Ibis indomptable, 2000 ; Le Grand Livre du Mois, 2001 ; Le Livre de Poche, 2002 ; Succès du Livre. Traduit en tchèque, hongrois, etc.
    - Au royaume du Sublime, 2000 ; Le Grand Livre du Mois, 2001 ; Le Livre de Poche, 2002 ; Succès du Livre. Traduit en tchèque, hongrois, etc.

  - Aménophis (trilogie), Michel Lafon, romans :
    - Le Prince de lumière, Le Grand Livre du Mois, 2001 ; Le Livre de Poche, 2002 ; Succès du Livre
    - Le Breuvage d'amertume, Le Grand Livre du Mois, 2001 ; Le Livre de Poche ; Succès du Livre
    - Vénérable Tiyi, Le Grand Livre du Mois, 2002 ; Le Livre de Poche ; Succès du Livre

  -   Néfertiti et Akhenaton (trilogie), Michel Lafon, romans :
    - La belle est venue, Le Grand Livre du Mois, 2002 ; Le Livre de Poche, 2003
    - L'Horizon d'Aton, Le Grand Livre du Mois 2002 ; Le Livre de Poche, 2003
    - Le Faucon d'or, Le Grand Livre du Mois, 2003 ; Le Livre de Poche, 2004

  - Toutankhamon (trilogie), Michel Lafon, romans :
    - L'Héritier, Le Grand Livre du Mois, 2003 ; Le Livre de Poche
    - La Fille de Néfertiti, Le Grand Livre du Mois, 2004 ; Le Livre de Poche
    - Le Pharaon assassiné, Michel Lafon, 2004 ; Le Grand Livre du Mois ; Le Livre  de Poche

  - Aÿ pharaon (trilogie), Michel Lafon, romans :
    - Les Meurtriers de Toutankhamon, Le Livre de Poche, 2004
    - La Disparition de la reine, Le Livre de Poche, 2004
    - L'Ennemi du Nil, Le Livre de Poche, 2005

  -   Horemheb, roi d’Égypte (trilogie), Michel Lafon, romans :
    - Les Complots,  2006.
    - Le Justicier, 2006.
    - La Vengeance, 2006.

  -   Ramsès (trilogie), Michel Lafon, romans :
    - Les Secrets du prince, Le Livre de Poche, 2007
    - Un Étrange destin, 2007
    - Les Mystères du palais, 2008
- Les Pharaons mènent à la vie éternelle (autobiographie), Michel Lafon, 2001 ; Le Livre de Poche, 2002
- Nitocris, princesse d'Egypte (roman), Albin Michel, 2007 ; Le Livre de Poche
- Les véritables inventions des Égyptiens (histoire), Le Rocher, 2007 ; Succès du Livre, 2007
- Les grandes énigmes de l'Égypte (histoire), Le Rocher, 2008. Traduit en russe
- Les origines des sports olympiques des Égyptiens et des Chinois, Le Rocher, 2008
- Les Histoires d'amour de l'Égypte ancienne, Grancher/Piktos, 2010
- Ramsès III (trilogie), Alphée, romans :
  - Complot contre Pharaon, 2010
  - La Reine libyenne, 2010
  - L'Héritière, 2010
- Les Histoires envoûtantes de l’Égypte ancienne, Grancher/Piktos, 2011
- L’Égypte vue par Violaine Vanoyeke (histoire/livre illustré), Hugo et Cie, coll. « Phare », 2013
- Taousert, reine d’Égypte (roman), Balland, 2013
- Pourquoi Cléopâtre mangeait-elle couchée ? (histoire), Éditions du Moment, 2014

## Mika Waltari
- Sinouhé l'Égyptien [détail des éditions]